# Thorius omiltemi
Espèce
Statut de conservation UICN

 EN B1ab(iii) : En danger
Thorius omiltemi est une espèce d'urodèles de la famille des Plethodontidae.

## Répartition
Cette espèce est endémique du Guerrero au Mexique. Elle se rencontre de 2 500 à 2 950 m d'altitude à Chilpancingo dans la Sierra Madre del Sur.

## Étymologie
Cette espèce est nommée en référence à l'Omiltemi State Ecological Park.

## Publication originale
- Hanken, Wake & Freeman, 1999 : Three new species of minute salamanders (Thorius: Plethodontidae) from Guerrero, Mexico, including the report of a novel dental polymorphism in urodeles. Copeia, vol. 1999, no 4, p. 917-931 (texte intégral).